# جوزيف سي. لينكولن
جوزيف سي. لينكولن (بالإنجليزية: Joseph C. Lincoln)‏ (13 فبراير 1870 في الولايات المتحدة - 10 مارس 1944)؛ شاعر وروائي أمريكي.

## روابط خارجية
- جوزيف سي. لينكولن على موقع IMDb (الإنجليزية)
- جوزيف سي. لينكولن على موقع قاعدة بيانات برودواي على الإنترنت (الإنجليزية)